# Калинівка (Ковельський район)
Кали́нівка (МФА: [kɐˈɫɪɲiu̯kɐ] ( прослухати)) — село в Україні, у Люблинецькій селищній територіальній громаді Ковельського району Волинської області. Населення становить 10 осіб.

## Історія
У 1906 році село Старокошарської волості Ковельського повіту Волинської губернії. Відстань від повітового міста 10 верст, від волості 2. Дворів 28, мешканців 209.

## Населення
Згідно з переписом УРСР 1989 року чисельність наявного населення села становила 8 осіб, з яких 5 чоловіків та 3 жінки.
За переписом населення України 2001 року в селі мешкало 10 осіб. 100 % населення вказало своєю рідною мовою українську мову.